# Meda dau doka
Meda Dau Doka bzw. God Bless Fiji ist die Nationalhymne von Fidschi. Der Text stammt von Michael Francis Alexander Prescott, die Melodie basiert auf einem alten traditionellen Volkslied. Die Hymne wurde 1970, anlässlich der Unabhängigkeit eingeführt. 

## Originaltext und englische Übersetzung
| Meda dau doka ka vinakata na vanua E ra sa dau tiko kina na savasava Rawa tu na gauna ni sautu na veilomani Biu na i tovo tawa savasava Refrain: Me bula ga ko Viti Ka me toro ga ki liu Me ra turaga vinaka ko ira na i liuliu Me ra liutaki na tamata E na veika vinaka Me oti kina na i tovo ca Me da dau doka ka vinakata na vanua E ra sa dau tiko kina na savasava Rawa tu na gauna ni sautu na veilomani Me sa biu na i tovo tawa yaga Bale ga vei kemuni na cauravou e Viti Ni yavala me savasava na vanua Ni kakua ni vosota na dukadukali Ka me da sa qai biuta vakadua | Let us show pride and honour our nation Where righteous people reside Where prosperity and fellowship may persevere Abandon deeds that are immoral Refrain: Let Fiji live on And progress onwards May our leaders be honourable men Let them lead our people To great things And bring an end to all things immoral Let us show pride and honour our nation Where righteous people reside Where prosperity and fellowship may persevere Abandon deeds that are immoral The burden of change lie on your shoulders youth of Fiji Be the strength to cleanse our nation Be wary and not harbour malice For we must abandon such sentiments forever |  |

## Englische Textversion
Blessing grant oh God of nations on the isles of Fiji 

As we stand united under noble banner blue 

And we honour and defend the cause of freedom ever 

Onward march together God bless Fiji
Refrain: 

For Fiji, ever Fiji, let our voices ring with pride. 

For Fiji ever Fiji her name hail far and wide, 

A land of freedom, hope and glory to endure what ever befall. 

May God bless Fiji 

Forever more!
Blessing grant oh God of nations on the isles of Fiji 

Shores of golden sand and sunshine, happiness and song 

Stand united, we of Fiji, fame and glory ever 

Onward march together God bless Fiji.